# Џија Каранџи
Џија Мари Каранџи (енгл. Gia Marie Carangi; Филаделфија, 29. јануар 1960 — Филаделфија, 18. новембар 1986) била је америчка манекенка током касних седамдесетих и почетком осамдесетих година 20. века. Многи је сматрају првим супермоделом, премда је та титула приписивана и другима, укључујући Џенис Дикинсон, Доријан Ли и Џин Шримптон.
Каранџијева се појављивала на насловницама модних магазина, укључујући и Воуг (Vogue), као и неколико издања Космополитана између 1979. и 1982.
Каријера је почела нагло да опада када је постала зависник од хероина. Касније се заразила ХИВ вирусом и умрла у 26. години. Њена смрт није била објављена и мали број људи у модној индустрији је знао за то. Каранџи се сматра једном од првих познатих жена која је умрла од сиде. Џија, биографски филм у коме је глуме Анџелина Жоли и Мила Кунис, премијерно је приказан на ХБО током 1998.